# Bodo Dieckmann
Bodo Dieckmann (* 23. März 1952 in Jüterbog) ist ein deutscher prähistorischer Archäologe.

## Werdegang
Dieckmann studierte in Göttingen und promovierte 1983 in Freiburg im Breisgau mit einer Arbeit über das Mittel- und Jungneolithikum am südlichen Oberrhein. Beim Landesdenkmalamt Baden-Württemberg leitet er seit 1983 die Ausgrabungen in der Pfahlbausiedlung Hornstaad am westlichen Bodensee und etablierte dadurch 1985 den Begriff Hornstaader Gruppe als Namen für die regionale Frühkultur von 4.100-3.900 v. Chr. und Vorläufer der Pfyner Kultur am Bodensee.
Dieckmanns Interesse gilt siedlungsarchäologischen Fragestellungen. Heute ist er Mitarbeiter des Regierungspräsidiums Stuttgart, Abteilung 11 (Landesamt für Denkmalpflege, LDA).

## Publikationen
- Die neolithischen Ufersiedlungen von Hornstaad-Hörnle am westlichen Bodensee. In: Bernd Becker u. a.: Berichte zu Ufer- und Moorsiedlungen Südwestdeutschlands (= Materialhefte zur Vor- und Frühgeschichte in Baden-Württemberg. 7). Band 2. Konrad Theiss, Stuttgart 1985, ISBN 3-8062-0746-1, S. 98–124.
- Mittelbronzezeitliche Siedlungen im Hegau. In: Gabriele Kastl (Red.): Goldene Jahrhunderte. Die Bronzezeit in Südwestdeutschland (= Archäologischen Landesmuseum Baden-Württemberg. ALManach. 2). Konrad Theiss, Stuttgart 1997, ISBN 3-8062-1298-8, S. 67–71.
- mit Ursula Maier und Richard Vogt: Zur inneren Dynamik einer jungneolithischen Dorfanlage am westlichen Bodensee. Neue Ergebnisse der Archäologie, Botanik und Bodenkunde. In: Andreas Lippert, Michael Schultz, Stephen Shennan, Maria Teschler-Nicola (Hrsg.): Mensch und Umwelt während des Neolithikums und der Frühbronzezeit in Mitteleuropa. Leidorf, Rahden/Westf. 2001, ISBN 3-89646-432-9, S. 29–51, (Zusammenfassung und Inhaltsverzeichnis).
- mit Arno Harwath und Jutta Hoffstadt: Hornstaad-Hörnle IA. Die Befunde einer jungneolithischen Pfahlbausiedlung am westlichen Bodensee (= Siedlungsarchäologie im Alpenvorland. 9 = Forschungen und Berichte zur Vor- und Frühgeschichte in Baden-Württemberg. 98). Konrad Theiss, Stuttgart 2006, ISBN 3-8062-2100-6.